# Albatros L 67
L'Albatros L 67 fu un aereo da turismo sportivo leggero, monomotore, biposto ad ala alta a parasole, sviluppato dall'azienda aeronautica tedesca Albatros Flugzeugwerke GmbH nella prima metà degli anni venti.
Variante ulteriormente alleggerita dell'Albatros L 66, e come questo destinato al mercato dell'aviazione civile da diporto, adottava le stesse tecnologie evolute del predecessore come l'utilizzo di pannelli in compensato sagomato.

## Storia del progetto
Nei primi anni venti, dopo che la timida riapertura del mercato nazionale dell'aviazione privata, da diporto e turistica, e la conseguente richiesta di modelli d'aereo dai costi d'acquisto e manutenzione contenuti avevano indotto l'Albatros a sviluppare l'L 66, modello che ottenendo un discreto successo commerciale garantì all'azienda un introito tale da agevolarne la sopravvivenza nel difficile contesto economico dell'allora Repubblica di Weimar, per tentare di erodere nuovamente una fetta di mercato l'azienda incaricò il proprio ufficio tecnico di svilupparne un modello derivato che risultasse ancora più accessibile ai potenziali clienti.
Il modello, indicato dal costruttore con la sigla L 67, riproponeva sostanzialmente l'impostazione del suo predecessore: un velivolo leggero con un peso a vuoto appena superiore ai 200 kg, che per la cellula utilizzava una struttura lignea ricoperta con pannelli in compensato sagomato abbinandola a un'ala realizzata in tecnica mista, con l'unico longherone tubolare in acciaio che sosteneva gli sforzi dinamici della struttura, completata con elementi in legno e ricoperta da tela trattata e verniciata. Questa, collocata alta a parasole e collegata alla fusoliera tramite una serie di montantini centrali e una coppia di aste di controvento per lato, era caratterizzata da un piano alare con un sensibile angolo di diedro positivo.
La fusoliera, a sezione rettangolare e rastremata verso coda, integrava l'unico abitacolo aperto biposto, e terminava posteriormente in un impennaggio classico monoderiva caratterizzato dall'ampio elemento verticale, di forma rettangolare sviluppata in altezza, con i due elementi orizzontali controventati da montanti che collegavano l'intradosso alla parte inferiore della coda.
Anche in questo caso la propulsione era affidata a un motore di potenza limitata ma adeguata alla massa del mezzo, come per l'L 66: un motore a due cilindri contrapposti raffreddato ad aria il quale era collocato in posizione rialzata sul naso del velivolo, con i pacchi lamellari dei cilindri esposti per il miglior effetto raffreddante indotto dal vento mentre era in volo, e azionava una semplice elica bipala lignea a passo fisso. Le motorizzazioni previste erano o un Anzani o un Bristol Cherub da 30 hp (22 kW).
L'L 67 non fu comunque in grado di ripetere il successo commerciale del predecessore, venendo costruito in soli due esemplari nel corso del 1925 che vennero immatricolati D-618 e D-619.